# Maggie Simpson
Margaret “Maggie” Simpson egy kitalált szereplő a Simpson család animációs rajzfilmsorozatban. Ő a legfiatalabb a családban, még csak egyéves.
Apja Homer, anyja Marge. Testvérei Bart és Lisa.
Nevét a sorozat alkotójának Matt Groeningnek testvéréről kapta, Margaret "Maggie" Groeningről. Néhány kivételtől eltekintve Maggie sohasem szólalt meg. Bár még csak egyéves, mégis gyakran megmutatkozik, milyen okos, a XV./326. részben kiderül, hogy az intelligenciahányadosa 167. Homer gyakran megfeledkezik róla. Maggie gyakran kerül veszélyes helyzetekbe. Az egyik részben grizzlymedvék közé keveredett, egy másikban megszökött a gyermekmegőrzőből. Egyszer már embert is ölt, éppen Homer főnökét, a springfieldi atomerőmű tulajdonosát, Mr. Burnst. Magyar hangja eleinte Pálos Zsuzsa volt aki Margenak a magyar hangja 28. évadtól Bogdányi Titanilla adja a hangot aki még Lisának is a magyar hangja.